# Cătălin Hîldan
Cătălin George Hîldan (ur. 3 lutego 1976 w Bukareszcie  – zm. 5 października 2000 w Oltenicie) – piłkarz rumuński grający na pozycji defensywnego pomocnika.

## Kariera klubowa
Swoją przygodę ze sportem Hîldan rozpoczynał w klubie rugby o nazwie Olimpia, dokąd trafił w wieku 8 lat wraz z bratem Cristim. Dwa lata później, czyli w 1986 roku, podjął treningi piłkarskie w klubie FC Dinamo Bukareszt występując w jednej drużynie juniorskiej m.in. z Florentinem Petre. W 1994 roku awansował do kadry pierwszej drużyny, a 2 października zadebiutował w pierwszej lidze w przegranych 0:2 derbach ze Steauą Bukareszt. W styczniu 1995 został wypożyczony do trzecioligowego Oțelul Târgoviște, z którym awansował do drugiej ligi i na tym szczeblu rozgrywek grał jeszcze przez pół roku. Na początku 1996 roku wrócił do Dinama i wywalczył sobie miejsce w podstawowym składzie. W 1997 roku zajął z Dinamem 3. miejsce w Divizii A, a w 1999 roku wywalczył wicemistrzostwo Rumunii. Natomiast w 2000 roku pierwszy i ostatni raz w karierze został mistrzem kraju i zdobywcą Pucharu Rumunii.

### Śmierć
5 października 2000 Hîldan wystąpił w towarzyskim spotkaniu z Olteniţą. W 74. minucie spotkania doznał zawału serca, upadł na murawę i wkrótce zmarł. Na jego cześć północną trybunę Stadionu Dinama nazwano „Peluza Cătălin Hîldan” (Trybuna Cătălin Hîldana), a fani klubu ochrzcili go "Jedynym Kapitanem". W zespole Dinama rozegrał 138 meczów ligowych i zdobył 6 bramek.
| Sezon   | Klub                | Kraj    | Rozgrywki | Mecze | Bramki |
| ------- | ------------------- | ------- | --------- | ----- | ------ |
| 1994/95 | FC Dinamo Bukareszt | Rumunia | Divizia A | 3     | 0      |
| 1994/95 | Oțelul Târgoviște   | Rumunia | Divizia C | ?     | ?      |
| 1995/96 | Oțelul Târgoviște   | Rumunia | Divizia B | 13    | 1      |
| 1995/96 | FC Dinamo Bukareszt | Rumunia | Divizia A | 13    | 0      |
| 1996/97 | FC Dinamo Bukareszt | Rumunia | Divizia A | 28    | 3      |
| 1997/98 | FC Dinamo Bukareszt | Rumunia | Divizia A | 29    | 1      |
| 1998/99 | FC Dinamo Bukareszt | Rumunia | Divizia A | 29    | 1      |
| 1999/00 | FC Dinamo Bukareszt | Rumunia | Divizia A | 29    | 1      |
| 2000/01 | FC Dinamo Bukareszt | Rumunia | Divizia A | 7     | 0      |

## Kariera reprezentacyjna
W reprezentacji Rumunii Hîldan zadebiutował 3 marca 1999 roku w wygranym 2:0 meczu z Estonią. W 2000 roku został powołany przez Emerica Ieneia do kadry na Euro 2000, jednak nie zagrał tam w żadnym spotkaniu. W kadrze Rumunii wystąpił łącznie w 8 meczach i zdobył jednego gola (w 2000 roku w zremisowanym 1:1 meczu z Gruzją).